# Bangladeschische Cricket-Nationalmannschaft in Simbabwe in der Saison 2013
Die Tour der bangladeschischen Cricket-Nationalmannschaft nach Simbabwe in der Saison 2013 fand vom 17. April bis zum 12. Mai 2013 statt. Diese internationale Cricket-Tour fand im Rahmen der internationalen Cricket-Saison 2013 statt und wurde im Rahmen des ICC Future Tours Programm 2011–2020 ausgetragen, wobei es die auf Grund von Renovierungsarbeiten der Stadien verschobene Tour im Vorjahr nachholte. Sie umfasste zwei Test Matches, drei ODIs und zwei Twenty20s. Simbabwe gewann die ODI-Serie 2-1, während die beiden anderen Serien 1-1 ausgingen. Die ausgetragenen Tests der Touren waren Spiele im Rahmen der ICC Test Championship, die ODI Bestandteil der ICC ODI Championship und die Twenty20-Spiele Teil der ICC T20I Championship.

## Stadien
Die folgenden Stadien wurden für die Tour als Austragungsort vorgesehen.
| Stadion  | Stadt              | Kapazität | Spiele                 |
| -------- | ------------------ | --------- | ---------------------- |
| Harare   | Harare Sports Club | 10.000    | 1. & 2. Test           |
| Bulawayo | Queens Sports Club | 9.000     | 1.–3. ODI; 1. & 2. T20 |

## Kaderlisten
Bangladesch benannte deinen Test-Kader am 5. April 2013.
| Test | Test | ODI | ODI | Twenty20 | Twenty20 |
| Simbabwe | Bangladesch | Simbabwe | Bangladesch | Simbabwe | Bangladesch |
| --- | --- | --- | --- | --- | --- |
| - Brendan Taylor (K) - Regis Chakabva - Tendai Chatara - Elton Chigumbura - Michael Chinouya - Graeme Cremer - Kyle Jarvis - Hamilton Masakadza - Shingi Masakadza - Keegan Meth - Natsai M'shangwe - Tinotenda Mutombodzi - Richmond Mutumbami (wk) - Ray Price - Vusi Sibanda - Sikandar Raza - Prosper Utseya - Brian Vitori - Malcolm Waller - Sean Williams - Timycen Maruma | - Mushfiqur Rahim (K & wk) - Jahurul Islam - Enamul Haque - Mahmudullah - Mohammad Ashraful - Mominul Haque - Nasir Hossain - Robiul Islam - Rubel Hossain - Sajidul Islam - Shafiul Islam - Shahadat Hossain - Shakib Al Hasan - Shahriar Nafees - Sohag Gazi - Tamim Iqbal - Ziaur Rahman | - Brendan Taylor (K) - Regis Chakabva (wk) - Tendai Chatara - Elton Chigumbura - Michael Chinouya - Graeme Cremer - Kyle Jarvis - Timycen Maruma - Hamilton Masakadza - Shingi Masakadza - Natsai M'shangwe - Tinotenda Mutombodzi - Tinashe Panyangara - Vusi Sibanda - Sikandar Raza - Prosper Utseya - Brian Vitori - Malcolm Waller - Sean Williams | - Mushfiqur Rahim (K & wk) - Abdur Razzak - Jahurul Islam - Mohammad Ashraful - Mahmudullah - Mominul Haque - Nasir Hossain - Robiul Islam - Rubel Hossain - Sajidul Islam - Shafiul Islam - Shakib Al Hasan - Shamsur Rahman - Sohag Gazi - Tamim Iqbal - Ziaur Rahman | - Brendan Taylor (K, wk) - Tendai Chatara - Kyle Jarvis - Timycen Maruma - Hamilton Masakadza - Shingi Masakadza - Natsai M'shangwe - Tinotenda Mutombodzi - Tinashe Panyangara - Vusi Sibanda - Sikandar Raza - Prosper Utseya - Brian Vitori - Malcolm Waller - Sean Williams | - Mushfiqur Rahim (K & wk) - Abdur Razzak - Jahurul Islam - Mohammad Ashraful - Mahmudullah - Mominul Haque - Nasir Hossain - Robiul Islam - Sajidul Islam - Shafiul Islam - Shakib Al Hasan - Shamsur Rahman - Sohag Gazi - Tamim Iqbal - Ziaur Rahman |

## Tests in Harare

### Erster Test
| 17. – 21. April Scorecard | Harare | Simbabwe 389 (152.3) & 227-7d (64) | – | Bangladesch 134 (54.1) & 147 (49.2) |
|                           |        | Simbabwe gewinnt mit 335 Runs      |   |                                     |

### Zweiter Test
| 25. – 29. April Scorecard | Harare | Bangladesch 391 (113.2) & 291-9d (88) | – | Simbabwe 282 (96) & 257 (95.3) |
|                           |        | Bangladesch gewinnt mit 143 Runs      |   |                                |

Der Sieg durch Bangladesch war der erste Sieg bei einem Test seit vier Jahren und der dritte überhaupt. Simbabwe wurde für zu langsame Spielweise mit einer Geldstrafe belegt.

## One-Day Internationals in Bulawayo

### Erstes ODI
| 3. Mai Scorecard | Bulawayo | Bangladesch 269-8 (50)           | – | Simbabwe 148 (32.1) |
|                  |          | Bangladesch gewinnt mit 121 Runs |   |                     |

### Zweites ODI
| 5. Mai Scorecard | Bulawayo | Bangladesch 252-9 (50)         | – | Simbabwe 253-4 (47.5) |
|                  |          | Simbabwe gewinnt mit 6 Wickets |   |                       |

Shakib Al Hasan wurde auf Grund von deutlichem zeigen von unzufriedenheit mit einer Schiedsrichterentscheidung mit einer Geldstrafe belegt. Simbabwe wurde auf Grund zu langsamer Spielweise mit einer Geldstrafe belegt.

### Drittes ODI
| 8. Mai Scorecard | Bulawayo | Bangladesch 247-9 (50)         | – | Simbabwe 251-3 (47.1) |
|                  |          | Simbabwe gewinnt mit 7 Wickets |   |                       |

## Twenty20 Internationals in Bulawayo

### Erstes Twenty20
| 11. Mai Scorecard | Bulawayo | Simbabwe 168-5 (20)         | – | Bangladesch 162-8 (20) |
|                   |          | Simbabwe gewinnt mit 6 Runs |   |                        |

### Zweites Twenty20
| 12. Mai Scorecard | Bulawayo | Bangladesch 168-7 (20)          | – | Simbabwe 134-9 (20) |
|                   |          | Bangladesch gewinnt mit 34 Runs |   |                     |

## Kontroverse
Während der Tour erklärte der Kapitän der bangladeschischen Mannschaft, Mushfiqur Rahim, einen Rücktritt, den er jedoch kurz nach der Tour widerrief.

## Statistiken
Die folgenden Cricketstatistiken wurden bei dieser Tour erzielt.
| Tests              | Tests       | Tests   | Tests   | Tests   | Tests   | Tests   | Tests   | Tests   |
| Batting            | Batting     | Batting | Batting | Batting | Batting | Batting | Batting | Batting |
| Spieler            | Mannschaft  | Spiele  | Innings | Runs    | Average | HS      | 100s    | 50s     |
| ------------------ | ----------- | ------- | ------- | ------- | ------- | ------- | ------- | ------- |
| Brendan Taylor     | Simbabwe    | 2       | 4       | 319     | 106,33  | 171     | 2       | 0       |
| Nasir Hossain      | Bangladesch | 2       | 4       | 174     | 58,00   | 77      | 0       | 2       |
| Mushfiqur Rahim    | Bangladesch | 2       | 4       | 159     | 39,75   | 93      | 0       | 2       |
| Hamilton Masakadza | Simbabwe    | 2       | 4       | 150     | 50,00   | 111*    | 1       | 0       |
| Shakib Al Hasan    | Bangladesch | 2       | 4       | 149     | 37,25   | 81      | 0       | 2       |
| Bowling            |             |         |         |         |         |         |         |         |
| Spieler            | Mannschaft  | Spiele  | Overs   | Wickets | Average | BBI     | 5W      | 10W     |
| Robiul Islam       | Bangladesch | 2       | 110     | 15      | 19,53   | 6/71    | 2       | 0       |
| Shingi Masakadza   | Simbabwe    | 2       | 65.1    | 10      | 16,80   | 4/32    | 0       | 0       |
| Kyle Jarvis        | Simbabwe    | 2       | 80      | 9       | 33,33   | 4/40    | 0       | 0       |
| Graeme Cremer      | Simbabwe    | 2       | 48.2    | 7       | 26,14   | 4/4     | 0       | 0       |
| Sohag Gazi         | Bangladesch | 2       | 81.3    | 7       | 27,74   | 4/59    | 0       | 0       |

| ODIs                 | ODIs        | ODIs    | ODIs    | ODIs    | ODIs    | ODIs    | ODIs    | ODIs    |
| Batting              | Batting     | Batting | Batting | Batting | Batting | Batting | Batting | Batting |
| Spieler              | Mannschaft  | Spiele  | Innings | Runs    | Average | HS      | 100s    | 50s     |
| -------------------- | ----------- | ------- | ------- | ------- | ------- | ------- | ------- | ------- |
| Nasir Hossain        | Bangladesch | 3       | 3       | 167     | 55,66   | 68      | 0       | 2       |
| Vusi Sibanda         | Simbabwe    | 2       | 2       | 152     | 152,00  | 103*    | 1       | 0       |
| Sean Williams        | Simbabwe    | 3       | 3       | 143     | 143,00  | 78*     | 0       | 2       |
| Mohammad Mahmudullah | Bangladesch | 3       | 3       | 142     | 71,00   | 75*     | 0       | 1       |
| Hamilton Masakadza   | Simbabwe    | 3       | 3       | 94      | 31,33   | 41      | 0       | 0       |
| Bowling              |             |         |         |         |         |         |         |         |
| Spieler              | Mannschaft  | Spiele  | Overs   | Wickets | Average | BBI     | 5W      | 10W     |
| Ziaur Rahman         | Bangladesch | 3       | 21      | 7       | 13,85   | 5/30    | 1       | 0       |
| Tendai Chatara       | Simbabwe    | 3       | 30      | 6       | 23,33   | 2/33    | 0       | 0       |
| Shingi Masakadza     | Simbabwe    | 2       | 20      | 5       | 23,00   | 4/51    | 0       | 0       |
| Shafiul Islam        | Bangladesch | 3       | 25      | 4       | 37,00   | 2/39    | 0       | 0       |
| Elton Chigumbura     | Simbabwe    | 3       | 15.5    | 3       | 21,66   | 3/39    | 0       | 0       |
| Kyle Jarvis          | Simbabwe    | 2       | 20      | 3       | 38,33   | 2/63    | 0       | 0       |

| Twenty20s          | Twenty20s   | Twenty20s | Twenty20s | Twenty20s | Twenty20s | Twenty20s | Twenty20s | Twenty20s |
| Batting            | Batting     | Batting   | Batting   | Batting   | Batting   | Batting   | Batting   | Batting   |
| Spieler            | Mannschaft  | Spiele    | Innings   | Runs      | Average   | HS        | 100s      | 50s       |
| ------------------ | ----------- | --------- | --------- | --------- | --------- | --------- | --------- | --------- |
| Shakib Al Hasan    | Bangladesch | 2         | 2         | 105       | 52,50     | 65        | 0         | 1         |
| Hamilton Masakadza | Simbabwe    | 2         | 2         | 61        | 30,50     | 59        | 0         | 1         |
| Shamsur Rahman     | Bangladesch | 2         | 2         | 55        | 27,50     | 53        | 0         | 1         |
| Brendan Taylor     | Simbabwe    | 2         | 2         | 55        | 27,50     | 40        | 0         | 0         |
| Mushfiqur Rahim    | Bangladesch | 2         | 2         | 45        | 22,50     | 28        | 0         | 0         |
| Sikandar Raza      | Simbabwe    | 2         | 2         | 45        | 22,50     | 31        | 0         | 0         |
| Tamim Iqbal        | Bangladesch | 2         | 2         | 45        | 22,50     | 43        | 0         | 0         |
| Bowling            |             |           |           |           |           |           |           |           |
| Spieler            | Mannschaft  | Spiele    | Overs     | Wickets   | Average   | BBI       | 5W        | 10W       |
| Shakib Al Hasan    | Bangladesch | 2         | 8         | 6         | 6,83      | 4/21      | 0         | 0         |
| Prosper Utseya     | Simbabwe    | 2         | 8         | 4         | 12,25     | 2/15      | 0         | 0         |
| Tinashe Panyangara | Simbabwe    | 2         | 8         | 4         | 18,50     | 3/32      | 0         | 0         |
| Shafiul Islam      | Bangladesch | 2         | 7         | 3         | 16,33     | 2/20      | 0         | 0         |
| Brian Vitori       | Simbabwe    | 2         | 8         | 2         | 25,00     | 1/24      | 0         | 0         |
| Abdur Razzak       | Bangladesch | 2         | 8         | 2         | 26,50     | 2/18      | 0         | 0         |

## Player of the Series
Als Player of the Series wurden die folgenden Spieler ausgezeichnet.
| Serie | Player of the Series |
| ----- | -------------------- |
| Test  | Robiul Islam         |
| ODI   | Vusi Sibanda         |
| T20   | Shakib Al Hasan      |

### Player of the Match
Als Player of the Match wurden die folgenden Spieler ausgezeichnet.
| Spiel   | Player of the Match |
| ------- | ------------------- |
| 1. Test | Brendan Taylor      |
| 2. Test | Mushfiqur Rahim     |
| 1. ODI  | Ziaur Rahman        |
| 2. ODI  | Sean Williams       |
| 3. ODI  | Vusi Sibanda        |
| 1. T20  | Hamilton Masakadza  |
| 2. T20  | Shakib Al Hasan     |